# Dopolavoro Borletti 1939-1940
Questa voce raccoglie le informazioni riguardanti il Dopolavoro Borletti Milano, nelle competizioni ufficiali della stagione 1939-1940.

## Verdetti stagionali
- Serie A: 7ª classificata

## Roster
- Sergio Paganella[1]
- Cicoria[1]
- Croce[1]
- Sacchi[1]
- Cesare Canetta[1]
- Ezio Conti[1]
- A. Pagani[1]
- Corti[1]
- Alfredo Garavaglia[1]

Allenatore Giannino Valli.